# Giải bóng đá hạng Nhì Quốc gia Việt Nam
Giải bóng đá hạng Nhì Quốc gia Việt Nam hay giải hạng Nhì (tiếng Anh: Vietnamese Football League Second Division) là một giải đấu bóng đá bán chuyên nghiệp ở Việt Nam. Giải đấu nằm ở vị trí thứ ba trong hệ thống giải đấu bóng đá nam của Việt Nam, xếp sau giải Vô địch Quốc gia (V.League 1); giải hạng Nhất Quốc gia (V.League 2), và xếp trên giải hạng Ba Quốc gia. Giải đấu được quản lý bởi Liên đoàn bóng đá Việt Nam và được tổ chức hàng năm.
Mùa giải 2023, hai câu lạc bộ Đồng Nai và Đồng Tháp được thăng hạng đến Giải bóng đá Hạng Nhất Quốc gia 2023–24.

## Các trận chung kết

### Mùa giải 2022
| Hải Nam Vĩnh Yên Vĩnh Phúc | 2–2      | Bình Thuận |
| --- | -------- | --- |
| - Lê Thế Cường 5' - Phan Bá Quyền 9' - Lê Khánh Toàn 22' - Nguyễn Văn Vinh 29' - Nguyễn Văn Quang 61'                                   | Chi tiết | - Lê Đức Tài 30' - Ngô Anh Vũ 35' - Phạm Đăng Tuấn 45' - Nguyễn Đình Lợi 55' - Nguyễn Thanh Hùng 77', 77' - Nguyễn Thanh Linh 85' - Nguyễn Lê Nhật Quang 90+3' |
| Loạt sút luân lưu |          | |
| - Nguyễn Mạnh Duy - Nguyễn Văn Tùng - Nguyễn Văn Quang - Hồ Trọng Vang - Phan Bá Quyền - Nguyễn Bá Tiến - Phạm Thành Long - Lê Thế Mạnh | 7–8      | - Lê Đức Tài - Phạm Đăng Tuấn - Trần Minh Lợi - Nguyễn Đình Lợi - Trần Văn Vũ - Phạm Văn Quốc - Nguyễn Minh Quang - Nguyễn Thanh Hùng                          |

| Đồng Nai                                                       | 0–3      | Hòa Bình |
| -------------------------------------------------------------- | -------- | --- |
| - Đỗ Thành Đạt 53' - Cao Quốc Khánh 62' - Lương Quốc Thắng 79' | Chi tiết | - Lê Ngọc Trọng 10', 62' - Hoàng Tiến Dũng 39' - Nguyễn Văn Tùng 45+1' - Nguyễn Nam Trường 81' - Nguyễn Duy Thanh 85' |

Bình Thuận và Hòa Bình giành quyền tham dự V.League 2 mùa giải 2023.

### Mùa giải 1980
|  | Hủy giải |  |
|  | -------- |  |
|  |          |  |

### Mùa giải 2020
| Phú Thọ           | 0–0      | Công An Nhân Dân         |
| ----------------- | -------- | ------------------------ |
| 0                 | Chi tiết | 0 Trần Thanh Sơn (8) 48' |
| Loạt sút luân lưu |          |                          |
| 0                 | 3-1      | 0                        |

| Gia Định | 2–3      | Phù Đổng |
| --- | -------- | --- |
| Trần Tấn Tài (23) 39' Nguyễn Hoàng Kha (20) 60' Trương Mười Mười (10) 16' Phạm Thừa Chí (21) 55' Nguyễn Anh Việt (19) 61' TL HLV Hồ Hoàng Tiến | Chi tiết | Đoàn Ngọc Trương (3) 4' Nguyễn Tuấn Hiệp (14) 34' 48' Trần Đình Thắng (6) 26' Phạm Văn Thuận (15) Lê Tiến Thành (29) 90+1' Lê Quang Đại (1) 90+5' Nguyễn Anh Tuấn (15) Phạm Văn Quang (17) |

| Công An Nhân Dân                               | 0–1      | Gia Định                                                                  |
| ---------------------------------------------- | -------- | ------------------------------------------------------------------------- |
| Bùi Xuân Thịnh (34) 55' Hoàng Văn Toàn (4) 64' | Chi tiết | Mai Hoàng Sơn (11) 74' Nguyễn Anh Việt (19) 51' Huỳnh Minh Nhật (7) 90+3' |

Do Gia Định xin rút khỏi V.League 2 2021, suất tham dự còn lại đã thuộc về đội bóng Công An Nhân Dân

### Mùa giải 2019
| Trẻ Hà Nội          | 0–1      | Bà Rịa Vũng Tàu                                               |
| ------------------- | -------- | ------------------------------------------------------------- |
| Nguyễn Văn Ngọc 42' | Chi tiết | Nguyễn Hải Anh 79' · Nguyễn Văn Thái 10' · Phạm Hồng Định 77' |

### Mùa giải 2018
| Phố Hiến                                      | 0–1      | An Giang                                                                                         |
| --------------------------------------------- | -------- | ------------------------------------------------------------------------------------------------ |
| Mai Sỹ Hoàng (18) 43' · Tống Văn Hợp (13) 74' | Chi tiết | Võ Văn Công (18) 33' · Lê Trung Phẩm (5) 27' · Lê Tuấn Anh (12) 56' · Lương Thanh Sang (7) 90+5' |

| Bà Rịa Vũng Tàu                                                                                   | 0–0      | Phù Đổng                                         |
| ------------------------------------------------------------------------------------------------- | -------- | ------------------------------------------------ |
| Nguyễn Văn Đức (97) 45' · Phạm Hồng Định (14) 49' · Trần Phi Hà (10) 60' · Trần Quốc Tuấn (8) 76' | Chi tiết | Hứa Tiến Thiêm (28) 58' · Lưu Văn Hương (20) 85' |
| Loạt sút luân lưu                                                                                 |          |                                                  |
|                                                                                                   | 2-3      |                                                  |

| Phố Hiến | 4–1      | Bà Rịa Vũng Tàu |
| --- | -------- | --- |
| Mai Sỹ Hoàng (18) 6' · Trần Bảo Toàn (34) 45+2', 78' · Huỳnh Công Đến (29) 73' · Thái Bá Sang (5) 20' · Nguyễn Khắc Khiêm (9) 35' · Lê Hải Đức (26) 80' · Phạm Văn Nam (2) 55' · Mai Sỹ Hoàng (18) 64' | Chi tiết | Trần Quốc Tuấn (8) 65' · Nguyễn Bá Đức (3) 38' · Hoàng Văn Thọ (19) 52' · Trần Đình Trấn (9) 59' · Trần Quốc Tuấn (8) 84' · Phạm Hồng Định (14) 33' 45+1' · Nguyễn Văn Thái (37) 36' 87' |

Phố Hiến được thăng hạng lên chơi tại V.League 2 mùa 2019.

### Mùa giải 2017
| ngày 5 tháng 8 năm 2017 Play-off | Đồng Tháp                                                    | 2 - 1    | Bình Thuận                      | Quảng Nam                                                   |  |
| 15:30                            | Bạch Đăng Khoa (8) 48' · Nguyễn Ngọc Anh (9) 90+2' 70' 90+2' | Chi tiết | Nguyễn Vũ Trường Giang (18) 57' | Sân vận động: Sân vận động Tam Kỳ Trọng tài: Đặng Quốc Dũng |  |

### Mùa giải 2016
| Bình Định         | 0–0      | Quỹ bóng đá PVF |
| ----------------- | -------- | --------------- |
|                   | Chi tiết |                 |
| Loạt sút luân lưu |          |                 |
|                   | 4–5      |                 |

### Mùa giải 2015
Viettel 3 - 0 Cà Mau
Tây Ninh 2 - 0 Bình Định
Đội được thăng hạng: Vietel, Tây Ninh, Cà Mau (sau khi thắng Bình Định trong trận Playoff)

### Mùa giải 2014
| Nam Định | 4–0 | Vĩnh Long |
| -------- | --- | --------- |
|          |     |           |

### Mùa giải 2013
Vòng chung kết được xác định với sự góp mặt của 6 đội bóng nhất-nhì mỗi bảng (A, B và C), đội thắng trận đầu tiên sẽ là nhà vô địch. Ba đội còn lại tranh hai suất dự Giải hạng nhất năm sau.
- Đội vô địch: Huế, Sanna Khánh Hòa, XM Fico Tây Ninh;
- Đội thăng hạng: Huế, Sanna Khánh Hòa, XM Fico Tây Ninh, TP.HCM và Đắk Lắk.

### Mùa giải 2012
| Trẻ Khatoco Khánh Hòa | 0 - 1 | Bà Rịa Vũng Tàu      |
| --------------------- | ----- | -------------------- |
|                       |       | Nguyễn Trí Trọng 71' |

### Mùa giải 2011
| Lâm Đồng  | 1 - 1 4 - 5 (11m) | Trẻ SHB Đà Nẵng    |
| --------- | ----------------- | ------------------ |
| K'Bối 18' |                   | Nguyễn Văn Hoà 86' |

### Mùa giải 2010
| Hòa Phát V&V      | 1 - 3 | Nguyễn Hoàng Kiên Giang                                            |
| ----------------- | ----- | ------------------------------------------------------------------ |
| Đồng Huy Thái 13' |       | Nguyễn Văn Quý 20' · Nguyễn Thanh Tuấn 45' · Nguyễn Thanh Long 88' |

### Mùa giải 2009
| TDC Bình Dương      | 1 - 1 4 - 3 (11m) | Viettel        |
| ------------------- | ----------------- | -------------- |
| Hoàng Ngọc Hùng 34' |                   | Lê Văn Lâm 70' |

### Mùa giải 2008
| Hải An Sài Gòn United | 0 - 2      | Quảng Nam                                 |
| --------------------- | ---------- | ----------------------------------------- |
|                       | (chi tiết) | Nguyễn Quốc Phong 36' · Trần Thanh An 50' |

### Mùa giải 2007
| Quân khu 7     | 1 – 1 (s.h.p.) | T&T Hà Nội    |
| -------------- | -------------- | ------------- |
| Thanh Xuân 69' | Chi tiết       | Huy Hoàng 73' |

|  |       | Luân lưu 11m |
|  | 4 – 2 |              |

### Mùa giải 2006
Đội lên hạng: Than Quảng Ninh (nhất bảng A), Thành Nghĩa Dung Quất Quảng Ngãi (nhất bảng B), Cần Thơ (nhất bảng C). Xếp hạng Nhất - Nhì - Ba toàn giải cho 3 đội xếp thứ nhất tại ba bảng, riêng 2 bảng A và C do cùng có 6 đội tham dự nên không tính kết quả của đội xếp thứ nhất gặp đội thứ 6. Theo đó, BTC giải xác định các danh hiệu toàn giải như sau:
- Vô địch: Thành Nghĩa Dung Quất Quảng Ngãi (18 điểm)
- Á quân: Than Quảng Ninh (16 điểm)
- Hạng ba: Cần Thơ (14 điểm)[4]

### Mùa giải 2005
| Quân khu 5 | 3–0 | Tây Ninh |
| ---------- | --- | -------- |
|            |     |          |

- Giành quyền thăng hạng nhất: Quân khu 5, Tây Ninh, TP.Hồ Chí Minh, Quân khu 4 và Lâm Đồng.

### Mùa giải 2004
Không có trận chung kết nhưng vòng chung kết xác định Khánh Hòa vô địch, đội xếp thứ hai Strata Đồng Nai.
- Đội vô địch: Khánh Hòa;
- Đội á quân: Strata Đồng Nai;
- Đội thăng hạng: Khánh Hòa và Strata Đồng Nai.

### Mùa giải 2003
| Quảng Nam          | 2–1 (s.h.p.) | Khách sạn Khải Hoàn                       |
| ------------------ | ------------ | ----------------------------------------- |
| Dương Văn Tuyến 6' | Chi tiết     | Văn Hùng 31' · Anh Đức 119' · Tấn Tài 48' |

- Lên hạng nhất: Quảng Nam, Khách sạn Khải Hoàn.
- Xuống hạng ba: Thanh niên Hà Nội và Vạn Chinh.

### Mùa giải 2002
Không có trận chung kết, các đội chỉ đá vòng tròn một lượt theo hai bảng A-B để xếp hạng.
- Lên hạng nhất: Đắk Lắk, Quân khu 5 (bảng A), Bưu điện Hồ Chí Minh và An Giang (bảng B).
- Xuống hạng ba: Quảng Ninh (bảng A) và Quân khu 9 (bảng B).

### Mùa giải 2001
| Thanh Hóa | 2 – 1 | Cần Thơ |
| --------- | ----- | ------- |
|           |       |         |

### Mùa giải 2000
| Hải Quan | 1 – 0 | Bình Định |
| -------- | ----- | --------- |
|          |       |           |